# Gorska
Gorska (bułg. Горска) – wieś w Bułgarii, w obwodzie Wielkie Tyrnowo, w gminie Elena. W 2024 roku pozostał 1  mieszkaniec.